# 산외금관로
산외금관로(Sanoegeumgwan-ro)는 충청북도 보은군 산외면 원평삼거리와 청주시 상당구 미원면를 잇는 충청북도의 도로이다.

## 주요 경유지
충청북도
- 보은군 (산외면) - 청주시 (상당구 (미원면)

## 노선
| 이름       | 접속 노선  | 소재지 | 소재지 | 비고 |
| ---------- | ---------- | ------ | ------ | ---- |
| 원평삼거리 | 산외로     | 보은군 | 산외면 |      |
| 원오교     |            | 보은군 | 산외면 |      |
| 가고삼거리 | 성암가고로 | 보은군 | 산외면 |      |
| 금관교     |            | 청주시 | 상당구 |      |
| (이름없음) | 운암계원로 | 청주시 | 상당구 |      |